# Школяри
Школяри (укр. Школярі) — село в Жолковской городской общине Львовского района Львовской области Украины.
Население по переписи 2001 года составляло 68 человек. Занимает площадь 4 км². Почтовый индекс — 80344.